# Toto (album)
| Recensione | Giudizio |
| ---------- | -------- |
| AllMusic   |          |

Toto è il primo album in studio del gruppo musicale statunitense Toto, pubblicato il 15 ottobre 1978 dalla Columbia Records. L'album è stato accompagnato dai singoli di successo Hold the Line,  I'll Supply the Love e Georgy Porgy, tutti e tre entrati nella top 50 della Billboard Hot 100 negli Stati Uniti. Hold the Line in particolare arrivò fino al sesto posto in classifica.
Anche se all'inizio fu accolto in maniera tiepida dalla critica specializzata, l'album ottenne rapidamente un grande successo commerciale e rese famoso il gruppo per il suo stile caratteristico, mescolando vari generi musicali diversi tra loro. Nel 1979 i Toto ottennero la nomination per il Grammy Award nella categoria "Best New Artist".

## Riscontro di critica e pubblico
La rivista Rolling Stone giudicò negativamente l'album e sottolineò come il tentativo di passare da turnisti a musicisti in carriera era del tutto fallimentare, aggiungendo inoltre che le canzoni di David Paich altro non erano che "scuse per assoli e parti strumentali" e che fra lui, Steve Lukather, Bobby Kimball e Steve Porcaro, nessuno dei quattro era vocalmente eccezionale.
Un giudizio retrospettivo sul portale AllMusic ha sostenuto che l'album al suo tempo ricevette una reazione negativa da parte della critica solo perché gli esperti musicali si sentivano minacciati dalla capacità dimostrata dai Toto di comporre canzoni di qualsiasi genere; al tempo infatti era difficile che un singolo artista potesse tentare di allargarsi su più generi come i Toto avevano fatto. Sempre AllMusic ha ironizzato sui critici di allora, riguardo alla storia dei generi, in quanto fu proprio questa diversità che ha reso l'album così ben voluto dagli ascoltatori del tempo. Infatti se da una parte ci fu la negatività della critica, dall'altra ci fu un'ottima risposta di pubblico, permettendo all'album di ottenere due dischi di platino sia in patria che in Canada e il disco d'oro in Germania.

## Copertina
L'artista Philip Garris, meglio noto per aver realizzato diverse copertine dei Grateful Dead, ideò l'emblema dell'album dopo aver ascoltato un verso del brano Manuela Run ("You better watch that sword that's hanging over you" - "Faresti meglio a guardare quella spada che è appesa sopra di te") facente riferimento alla Spada di Damocle. La spada rappresenta anche il potente sound della band e la loro capacità di cimentarsi con vari generi. Garris disegnò la spada a doppio taglio proprio per indicare questa versatilità musicale. I nastri intorno all'anello di ferro indicavano invece l'Anno internazionale del bambino che cadeva il 1979.

## Tracce
Testi e musiche di David Paich eccetto dove indicato.
1. Child's Anthem – 2:46 – strumentale
2. I'll Supply the Love – 3:46 – Voce: Bobby Kimball
3. Georgy Porgy – 4:09 – Voce: Steve Lukather
4. Manuela Run – 3:54 – Voce: David Paich
5. You are the Flower – 4:11 (Bobby Kimball) – Voce: Bobby Kimball
6. Girl Goodbye – 6:13 – Voce: Bobby Kimball
7. Takin' It Back – 3:47 (Steve Porcaro) – Voce: Steve Porcaro
8. Rockmaker – 3:19 – Voce: David Paich
9. Hold the Line – 3:56 – Voce: Bobby Kimball
10. Angela – 4:45 – Voce: Steve Lukather

### I'll Supply the Love
Secondo singolo estratto dall'album, arrivò al 45º posto della Billboard Hot 100, dove rimase per cinque mesi. La stilistica del brano è molto diversa da quella dei soliti pezzi della band a volte aggressivi altre volte molto leggeri, questa canzone è fortemente influenzata dalla disco music, forse il genere musicale più in voga in quel periodo. Il brano fu eseguito in tutti i tour tranne nel Fahrenheit World Tour e nel Seventh One World Tour.

### Georgy Porgy
Terzo singolo estratto dall'album, arrivò al 48º posto della Billboard Hot 100. Il brano segue molto la scia del precedente I'll Supply the Love, infatti anche questo risente molto delle influenze della disco music. Nelle registrazioni compare anche la cantante Cheryl Lynn, che interpreta la parte della voce principale nel ritornello del brano. È stato eseguito in tutti i tour della band fino a quello del venticinquesimo anniversario.

### Manuela Run
Uno dei brani più rock dell'album, fu eseguito durante il Toto Tour, il Tambu World Tour e nel Summer tour del 2012.

### You Are the Flower
Brano dalle forti influenze disco. Fu la canzone che Bobby Kimball scrisse e che portò alle audizioni che i Toto stavano facendo per trovare un cantante. Il pezzo piacque così tanto che fu inserito nel primo album. Il solo di Steve Lukather presente in questo brano è probabilmente uno dei più belli mai scritti dal chitarrista. Fu utilizzato come lato B del singolo I'll Supply the Love. Il gruppo eseguì questo brano dal vivo solo nei medley durante il Reunion 99 World Tour del 1999 e nel successivo Summer Festival Tour del 2000.

### Girl Goodbye
Altro brano rock, anche questo caratterizzato da un altro dei più bei soli di Steve Lukather. Fu il pezzo con cui la band aprì i propri concerti nei primi tour. Durante la metà degli anni ottanta, il brano in scaletta compariva tra gli ultimi. Fu eseguito in tutti i tour della band. Joseph Williams, cantante del gruppo dal 1986 al 1989, dichiarò che Girl Goodbye era il suo brano preferito dei Toto.

### Takin' It Back
Brano soft rock che rispecchia di più il background musicale della band durante gli anni 70. È uno dei pochi del gruppo scritto e cantato da Steve Porcaro, non fu mai eseguito dal vivo. Fu inoltre il lato B del singolo Hold the Line.

### Rockmaker
Quarto ed ultimo singolo estratto dall'album, fu distribuito soltanto nei Paesi Bassi. Il testo è riferito alla vita della rockstar che, dopo aver tanto lottato, diventa una celebrità e non ci crede, un po' come era successo alla band stessa. Il brano fu eseguito solo nel Toto Tour e nell'Hydra World Tour.

### Hold the Line
Uno dei brani più famosi della band. Primo singolo del gruppo, arrivò al quinto posto della Billboard Hot 100. Eseguito in tutti i tour della band e inserito nella colonna sonora di vari videogiochi e film.

### Angela
Rispetto agli altri brani dell'album, questo segue più uno stile di ballata classica. Brano cantato da Steve Lukather, fu eseguito solo durante l'Hydra World Tour e durante il Kingdom Of Desire World Tour.

## Formazione

### Toto
- Bobby Kimball – voce
- Steve Lukather – chitarra e voce
- David Hungate – basso
- Jeff Porcaro – batteria e percussioni
- David Paich – tastiere e voce
- Steve Porcaro – tastiere e voce

### Altri musicisti
- Lenny Castro – percussioni
- Jim Horn – sassofono, strumenti a fiato
- Chuck Findley – corni
- Roger Linn – sintetizzatori
- Marty Paich – arrangiamento strumenti a corda
- Sid Sharp – arrangiamento strumenti a corda
- Cheryl Lynn – seconda voce in Georgy Porgy